# ボヘミア楽派
ボヘミア楽派（―がくは、英語：Bohemian school）は、ボヘミアにおける作曲家のうち、民族性・地域性と国際的水準との両立を目指した人材の総称。17～18世紀の「旧ボヘミア楽派」（Old Bohemian school）と、19～20世紀初頭の「ボヘミア楽派」の二つがあり、一般的には後者のことを言う。
19世紀のボヘミア楽派は、シュクロウプによる国民オペラの模索を経て、スメタナによって、標題音楽と歌劇、性格的小品の創作を中心とする方向性が確定された。フィビフはこの方向にわりあい忠実に従ったが、ドヴォルザークが最晩年になるまで、（室内楽や交響曲、協奏曲といった）絶対音楽の分野において、民族主義的な表現の可能性を追究した。しかしながら最晩年のドヴォルザークは、交響詩とオペラの作曲に戻っている。
20世紀初頭にドヴォルザーク周辺の、従来の国民楽派の発想に飽き足らなくなった作曲家を軸にして、ボヘミア楽派は崩壊した。ヤナーチェクとノヴァークは、ボヘミア中心主義に疑問を呈してモラヴィアの民族音楽を調査・分析し、スクとオストルチルはごく初期の例を除いて国民楽派から離れ、表現主義音楽へと接近した。フェルステルは教師として同時代の新ドイツ楽派への接近を推奨し、ハーバはノヴァークとシュレーカーの耽美主義を経て微分音の利用に進んだ。マルチヌーはフランス新古典主義音楽の洗礼を受けている。こうしてボヘミア楽派の後継者たちは、西欧楽壇のモダニズムやアヴァンギャルドに合流した。